# Václav Hanuš
Václav Hanuš, von 1942 bis 1944 auch als Wenzel Hanusch (* 16. September 1910 in Běloves, Bezirk Náchod, Österreich-Ungarn; † 17. März 1991 in Prag, Tschechoslowakei) war ein tschechoslowakischer Kameramann. 

## Leben und Wirken
Václav Hanuš verließ früh die Schule und machte zunächst eine Ausbildung zum Mechaniker und Augenoptiker. Entgegen dem Wunsch der Eltern brach er die Ausbildung ab und ging stattdessen nach Prag. Nach einer kurzen Anstellung in einer Automobilfabrik wechselte Hanuš 1928 in die Optikfabrik Šlechty, wo er alles über die Herstellung von Kameras erlernte. Dadurch konnte er einen Kontakt zum Tschechischen Film aufbauen. Nach mehreren Jahren beim frühen Tonfilm, wo er seine ersten Erfahrungen als Assistent des angesehenen Kameramanns Václav Vích sammelte, konnte er ab 1935 eigenständig Filme fotografieren. 
Bis zur Zerschlagung der Rest-Tschechei im März 1939 stand Hanuš bevorzugt bei Komödien des bekannten Genrespezialisten Martin Frič hinter der Kamera. Während der Besatzungszeit, vor allem in den Kriegsjahren 1942 bis 1944, ließen ihn die deutschen Besatzer mit ihrer neu gegründeten Prag-Film unter dem germanisierten Namen „Wenzel Hanusch“ auch rein deutschsprachige Filme fotografieren. Nach Kriegsende 1945 konnte Hanuš seine Karriere beim tschechischen Film trotz seiner Kollaboration mit der NS-Kinoindustrie ohne größere Schwierigkeiten fortsetzen. Er arbeitete nun erneut mit Frič zusammen, darüber hinaus auch mehrmals mit dessen Regiekollegen Otakar Vávra. In diesen Jahren erlernte er auch die Technik der Trickfilmfotografie. In den späten 1970er Jahren arbeitete er, der seit 1952 auch als Lehrer (Professor) an der Prager Filmhochschule FAMU lehrte, auch für das Fernsehen, vor allem für die populäre Krimiserie Die Kriminalfälle des Majors Zeman. 

## Filmografie
- 1935: Cácorka
- 1935: Pozdní láska
- 1936: Dejte nám křídla (Dokumentarfilm)
- 1936: Nad Lužnicí svítí slunce (Dokumentarfilm)
- 1937: Der unsterbliche Geliebte (Karel Hynek Mácha)
- 1937: Švanda dudák
- 1938: Kamenná sláva (Dokumentarfilm)
- 1938: Naše země (Dokumentarfilm)
- 1939: Eva macht Dummheiten (Eva tropí hlouposti)
- 1939: Paní Kačka zasahuje...
- 1940: Adam a Eva
- 1940: Katakomby
- 1941: Turbina
- 1941: Ein netter Mensch (Roztomilý člověk)
- 1941: Gabriela
- 1942: Valentin, der Gutmütige (Valentin dobrotivý)
- 1942: Himmel, wir erben ein Schloß!
- 1942: Die Jungfern vom Bischofsberg
- 1943: Das schwarze Schaf
- 1944: Seine beste Rolle
- 1944: Paklíč
- 1944: Prstýnek
- 1944: Schicksal am Strom
- 1944: Bravo, kleiner Thomas
- 1945: Vlast vitá (Dokumentarfilm)
- 1945: Řeka čaruje
- 1946: Lavina
- 1946: Lockende Ferne (Varúj ...!)
- 1947: Týden v tichém domě
- 1948: Krakatit
- 1948: Červená ještěrka
- 1949: Die wilde Barbara (Divá Bára)
- 1950: Die Falle (Past)
- 1950: Siegreiche Schwingen (Vítězná křídla)
- 1952: Nastup
- 1953: Kinder einer großen Liebe (Olověný chléb)
- 1954: Jan Hus
- 1955: Jan Žižka
- 1956: Proti všem
- 1957: Der kleine Bärenführer (Malí medvědáři)
- 1957: Die Wolfsfalle (Vlčí jáma)
- 1958: Povodeň
- 1959: Romeo, Julia und die Finsternis (Romeo, Julie a tma)
- 1959: Taková láska
- 1960: Schnellzug nach Ostrava (Rychlík do Ostravy)
- 1960: Walzer für Millionen (Valčík pro milión)
- 1961: Reportage unter dem Strang geschrieben (Reportáž psaná na oprátce)
- 1962: Zelené obzory
- 1962: Komu tančí Havana
- 1963: Cesta hlubokým lesem
- 1964: Platzkarte ohne Rückkehr (Místenka bez návratu)
- 1965: Horký vzduch
- 1965: Mord vor der Kamera (5 milionů svědků)
- 1966: Die letzte Rose des Casanova (Poslední růže od Casanovy)
- 1968: Maratón
- 1968: Královský omyl
- 1969: Jungfernschaft und schwedische Gardinen (Panenství a kriminál)
- 1970: Mein Herr, Sie sind eine Witwe („Pane, vy jste vdova!“)
- 1971: Mord im Hotel Excelsior (Vražda v hotelu Excelsior)
- 1972: Chronik eines weißen Sommers (Kronika žhavého léta)
- 1973: Mordversuch (Pokus o vraždu)
- 1974–76: Die Kriminalfälle des Majors Zeman (30 případů majora Zemana) (Fernsehserie)
- 1979: Rukojmí v Bella Vista